# Dvaravati
O período Dvaravati se estendeu entre os séculos VI a XI, na Tailândia, e o termo pode se referir tanto à cultura quanto ao reino da região. A cultura Dvaravati tem forte influência indiana, e nesse período o budismo foi introduzido na região.

## História
Acredita-se que a população Mon surgiu no oeste da China. No primeiro milênio AC, os Mon entraram na região da atual Tailândia, avançando para oeste do alto do rio Mekong. Dvaravati emergiu como entidade independente no século VI DC, mantendo sua independência até o século XI. Se aproveitando da instabilidade da região no século VI, os Mon estabeleceram diversos reinos na região, incluindo Dvaravati. Dvaravati não foi politicamente forte na região, e viveu períodos de dominação por povos vizinhos em três ocasiões separadas: a dominação de Burma no século X, a dominação do império Khmer entre os séculos XI e XIII, e no final do século XIII, quando Dvaravati foi absorvido pelo império tailandês. Apesar da dominação política, Dvaravati manteve certa independência cultural, influenciando os povos dominadores.

### Política
Apesar de intensa pesquisa arqueológica, pouco é conhecido sobre a organização política de Dvaravati. Não existe consenso entre os historiadores, com opiniões variando desde Dvaravati não passar de uma coleção de pequenas cidades-estado fracamente organizadas a ser organizado por uma elite ligada de forma complexa, ou mesmo um estado unificado. Atualmente, a evidência parece apontar para uma entidade fracamente organizada. A influência do subcontinente indiano é notável, de maneira que a política local pode ter sido uma espécie de imitação das monarquias indianas.

### Religião
O budismo se tornou rapidamente a religião principal em Dvaravati, seguida pelo hinduísmo. Dvaravati foi essencial à cultura da região, por terem sido os primeiros a adotarem o budismo, no século VIII, influenciados por missionários de Sri Lanka, que difundiram o budismo Teravada. Evidência arqueológica sugere que a religião pode ter sido de alguma forma dividida em classes, com a elite preferindo o hinduísmo. 

### Sociedade
Acredita-se que a sociedade era dividida entre governantes e governados, com a última sendo dividida em diversas classes. Entre os governados, estavam comerciantes, soldados, trabalhadores rurais, artesãos, e escravos. Dentre essas, a classe que provavelmente tinha o maior prestígio social eram os comerciantes, e a com menor eram os escravos. Existia, como indicam inscrições, uma pequena diferença entre os escravos e os homens livres trabalhadores, chamados de "mān" na língua Mon.

### Cidades
As cidades e vilas Dvaravati eram normalmente construídas perto de rios, que proporcionavam meios de transporte e fonte de alimentação. Além disso, a água dos rios era usada pra encher os fossos que cercavam as grandes cidades, e que pela largura eram provavelmente usados como forma de defesa. Existia a diferença entre as cidades maiores ("dun" em Mon), cercadas por fossos e contendo grandes construções, e as pequenas vilas ("ra" em Mon), que não eram muito defendidas, e eram provavelmente só vilas de fazendeiros ou mercadores.

## Arte

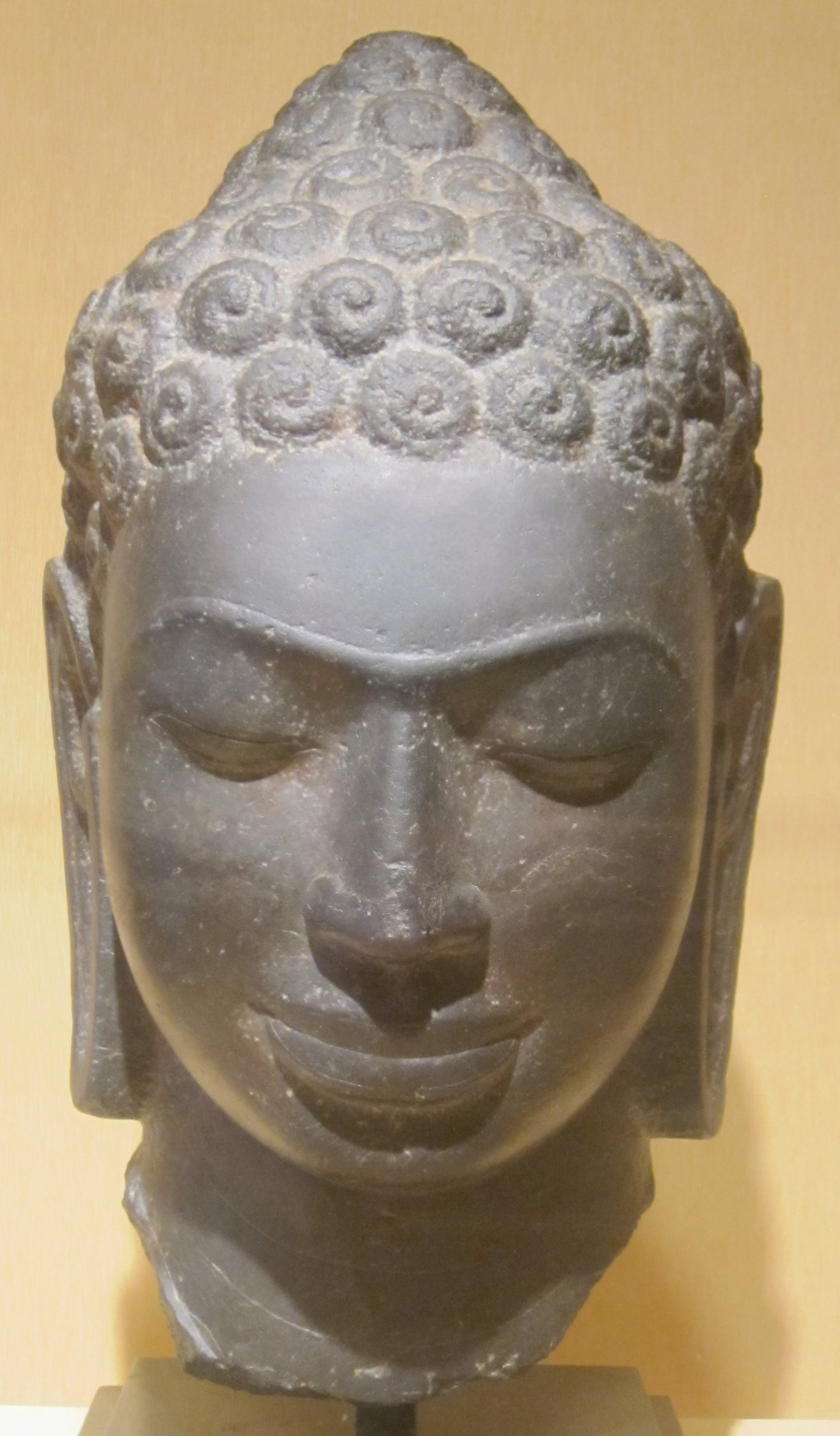
Escultura Dvaravati da cabeça de Buda

A arte Dvaravati foi grandemente influenciada pela indiana, mas mostrando traços únicos. A escultura em pedra se tornou extremamente desenvolvida e refinada no período, como pode ser visto por meio das diversas esculturas de Buda encontradas na região. A arte iconográfica religiosa teve avanços importantes na época, influenciando fortemente toda a produção artística do sudeste asiático. Além das esculturas em pedra, diversas peças de terracota e estátuas de bronze foram encontradas na região. 